# محكمة أمن الدولة
محكمة أمن الدولة هي مؤسسة قضائية في الأردن، تتعامل مع القضايا المتعلقة بأمن الدولة ومع جرائم المخدرات وأنواع أخرى من القضايا، يمكن أن يكون المدعى عليهم في المحكمة عسكريين ومدنيين على حد سواء.
واجهت المحكمة انتقادات بسبب عدم استقلالها عن السلطة التنفيذية، والمدنيين المتهمين في محكمة عسكرية.

## التاريخ
انبثقت محكمة أمن الدولة عن محاكم عسكرية سابقة منذ أن كان الأردن يخضع للأحكام العرفية.
في سبتمبر / أيلول 2011 ، حد العاهل الأردني الملك عبد الله الثاني بن الحسين من إمكانيات المحكمة للفصل في قضايا المدنيين بحيث لا يكون هناك سوى أربعة أنواع من الجرائم التي يجب أن يكون لها اختصاص: الخيانة العظمى ، التجسس ، الإرهاب ، وتهريب المخدرات. كان من المقرر أن تدخل التغييرات على القانون حيز التنفيذ في غضون ثلاث سنوات. وكان البرلمان الأردني قد صوّت ضد مقترحات رفع كل الاختصاص القضائي عن المدنيين في المحكمة. 

## اجراءات قانونية
قضاة محكمة أمن الدولة مدنيون وعسكريون. يمكن للمحكمة الفصل في القضايا ضد العسكريين والمدنيين.
يكمن الاختصاص القضائي للمحكمة في كل من الجرائم الخارجية مثل أمن الدولة الداخلي ، وجرائم المخدرات وغيرها. قضايا محكمة أمن الدولة مفتوحة للجمهور من حيث المبدأ ، ما لم تقرر المحكمة خلاف ذلك.
يحظر قانون المطبوعات والنشر المعدل الصادر في مارس / آذار 2010 إحالة الصحفيين إلى محكمة أمن الدولة في قضايا تتعلق بحرية التعبير. 
يمكن استئناف قرارات المحكمة أمام المحكمة العليا.

## النقد
انتقدت هيومن رايتس ووتش عدم استقلال محكمة أمن الدولة عن السلطة التنفيذية ، حيث يعين رئيس الوزراء القضاة في المحكمة. وانتقدت علاوة على ذلك إدراج الجرائم المتعلقة بالكلام السلمي. تم توجيه النقد بعد احتجاجات في الأردن عام 2012 أدت إلى توجيه تهم للمحتجزين في المحكمة. 
وقد انتقدت منظمة العفو الدولية محكمة أمن الدولة بسبب محاكماتها الجائرة.
أشار مكتب الديمقراطية وحقوق الإنسان والعمل بوزارة الخارجية الأمريكية في تقرير حقوق الإنسان لعام 2010 عن الأردن إلى أن المحامين لا يلتقون إلا قبل وقت قصير من بدء المحاكمة.
أوصت لجنة حقوق الإنسان التابعة للأمم المتحدة بإلغاء محكمة أمن الدولة في الأردن. 